# Han Bannink
Johan Gerrit (Han) Bannink (Haaksbergen, 3 april 1928 − Rotterdam, 21 januari 2017) was een Nederlands topambtenaar bij de gemeente Rotterdam. Als gemeentesecretaris van 1973 tot 1991 werkte hij onder drie PvdA-burgemeesters: Wim Thomassen, André van der Louw en Bram Peper.

## Biografie
Bannink behaalde de graad van meester in de rechten aan de Rijksuniversiteit Utrecht. Van 1955 tot 1966 werkte hij als jurist Nederlands recht bij het ministerie van Onderwijs en Wetenschappen, waar hij meewerkte aan de Wet op het Voortgezet Onderwijs en de Wet op het Leerlingwezen. 
Op 1 januari 1966 trad hij in dienst van de gemeente Rotterdam. Hij werd hier hoofd van de Afdeling Onderwijs en later loco-secretaris. Per 1 januari 1973 werd hij benoemd tot gemeentesecretaris van Rotterdam en was derhalve hoofd van het ambtelijk apparaat van de gemeente; bij zijn beëdiging pleitte hij voor meer transparantie vanuit het gemeentelijk apparaat. Hij werd in 1973 voorzitter van de Werkgroep Rotterdam-Promotion. 
In 1980 moest de gemeentesecretaris opheldering verschaffen nadat de media berichten verspreidden over gouden handdrukken voor topambtenaren, wat hij ontkrachtte. Begin 1981 was hij betrokken bij voorstellen om Rotterdamse ambtenaren extra toelagen te geven omdat het gemeentebestuur bang was dat de aantrekkingskracht van het bedrijfsleven voor die top te groot zou zijn. In 1981 deed hij onderzoek naar de zogenaamde 'bandjesaffaire', afluisterpraktijken van ambtenaren bij het Gemeentelijk Energiebedrijf. In de jaren 1980 was Bannink verantwoordelijk voor het implementeren van forse bezuinigingen in het ambtenarenapparaat: meer dan 1500 van de 28.000 banen moesten verloren gaan. 
Toen oud-wethouder Jan van der Ploeg in 1986 overleed, schreef Bannink een In memoriam over hem in Trouw. Hij was bestuurslid van de Stichting 1990 die de viering van het 650-jarig bestaan van Rotterdam voorbereidde; die viering mislukte, onder andere vanwege een gebrek aan regie door burgemeester Bram Peper, zoals een evaluatierapport onder leiding van prof. dr. Anton Zijderveld later concludeerde. Als gemeentesecretaris maakte Bannink deel uit van verscheidene handelsmissies naar het buitenland, samen met leden van het stadsbestuur. Per 1 januari 1991 ging hij met de VUT, en werd hij opgevolgd door mr. N. van Eck. Bij zijn afscheid werd hij benoemd tot Ridder in de Orde van de Nederlandse Leeuw en gekenschetst door de locoburgemeester J.H. Vermeulen als iemand met "Hollandse nuchterheid en boerenverstand". Bannink uitte in zijn afscheidsrede kritiek op de plaatselijke democratie en vond dat het stadsbestuur en de inwoners te ver van elkaar afstonden. Na de VUT bleef hij nog adviseur van de gemeente voor enkele Rotterdamse bestuursprojecten.
Bannink was verder 15 jaar bestuurslid, secretaris (welke functie hij neerlegde toen hij gemeentesecretaris werd) en vervolgens vicevoorzitter en sinds 1984 erelid van de sportvereniging R.V. & A.V. Sparta. Als vicevoorzitter was hij betrokken bij de bouw van het nieuwe stadion voor Sparta en voor Excelsior. Hij was tevens drager van de Umbra Erasmipenning van de Erasmus Universiteit Rotterdam. Hij was bij de lintjesregen van 1982 benoemd tot Officier in de Orde van Oranje-Nassau en in 1990 tot Ridder in de Orde van de Nederlandse Leeuw. Door Rotterdam was hij op 30 november 1990 tevens begiftigd met de Wolfert van Borselenpenning.
Bannink overleed begin 2017 op 88-jarige leeftijd.

## Publicaties
- Bannink, J.G. (1967). Nijverheidsonderwijswet met uitvoeringsbesluiten alsmede Wet op het leerlingwezen. Zwolle: Tjeenk Willink.